# Anne Zohra Berrached
Anne Zohra Berrached (ur. 31 lipca 1982 w Erfurcie) – niemiecka reżyserka i scenarzystka filmowa.

## Życiorys
Urodziła się i wychowała w dawnej NRD. Jej ojciec był z pochodzenia Algierczykiem. Ukończyła studia na kierunku pedagogika społeczna, po czym kontynuowała edukację na uczelni Filmakademie Baden-Württemberg w Ludwigsburgu.
Po realizacji kilku filmów krótkometrażowych nakręciła swój fabularny debiut, Dwie matki (2013). Była to opowieść o lesbijskiej parze dojrzewającej do decyzji o macierzyństwie i w związku z tym poszukującej dawcy nasienia. Film został nagrodzony na 63. MFF w Berlinie.
Druga fabuła Berrached, 24 tygodnie (2016), trafiła do konkursu głównego na 66. Berlinale. Film opowiadał o dylematach kobiety sukcesu, która w zaawansowanej ciąży dowiaduje się, że dziecko będzie cierpieć na zespół Downa. Żona pilota (2021) była z kolei historią związku młodej dziewczyny z terrorystą-samobójcą.
Zasiadała w jury konkursu głównego na 72. MFF w Berlinie (2022).